# 黃頤銘
黃頤銘（英語：Edwyn Charles "Eddie" Huang，1982年3月1日—）是一位臺灣裔美國餐館老闆、廚師、美食家、作家兼律師。他是曼哈頓東村的刈包餐廳BaoHaus的老闆。

## 早年生活
黃頤銘生於美國華盛頓特區，其父親路易斯·黃（Edwyn Charles Huang）與母親潔西卡·黃（Jessica Huang）皆為臺灣移民。他從小在華府華埠長大，之後一家人搬往佛羅里達州奧蘭多，其父親在那裡經營包含「大西洋灣海鮮燒烤餐廳」（Atlantic Bay Seafood and Grill）及「牧牛人農場牛排館」（Cattleman's Ranch Steakhouse）等數家相當成功的牛排與海鮮餐廳。他在年輕時便熱愛美國黑人文化，特別是嘻哈。他在成長過程中經常打架鬥毆，曾兩度因侵犯人身罪被捕。黃頤銘年輕時曾經參加過海外青年暑期返國研習團（俗稱「美加營」或「愛之船」）。
黃頤銘在2000年進入匹茲堡大學就讀，隔年轉學至羅林斯學院主修英文、輔修電影，並在2004年取得學士學位。他在就讀羅林斯學院期間，曾獲頒芭芭拉·勞倫斯·阿爾方英文獎（Barbara Lawrence Alfond English Award）及卓拉·尼爾·赫斯特獎，且是校刊《The Sandspur》的編輯。2008年，黃頤銘在葉史瓦大學班傑明·卡多佐法學院取得法律博士學位。卡多佐法學院期間，黃頤銘致力於清白專案，擔任少數民族法律學生協會（Minority Law Students Association）的會長，以及亞太裔美國人法律學生協會（Asian Pacific American Law Students Association）的副會長，並曾在2006年獲得纽约市律师公会的少數民族學生獎學金。

## 職業生涯
黃頤銘初入職場的第一份工作是在紐約的查德本·派克律師事務所擔任律師，主要負責公司法。他曾在2006及2007年擔任暑期實習生，之後在2008年被公司法部門聘用擔任正職。不到一年便發生了金融危機，黃頤銘因此被解僱，並開始表演獨角喜劇及擔任大麻販子。

### 服裝設計師
2006至2009年間，黃頤銘經營一間名叫「胡德曼服飾」（Hoodman Clothing）的街頭服飾公司，這間公司最初也被稱作「波道夫·胡德曼」（Bergdorf Hoodman）。在此期間，他與一位在台灣認識的平面設計師寧·莊（Ning Juang）合作設計衣服。

### 廚師與餐館老闆
黃頤銘從小在家看著媽媽做菜長大，因此對食物十分感興趣。他也向許多在他父親餐廳任職，具有不同文化背景及烹調風格的廚師學習烹飪技巧。他學習管理餐廳，以及如何成為一位好的「跑單員」（即餐廳中負責在前台與後台間傳遞資訊的人員），以確保出菜的順序及時間，盡可能高效率且快速地將最好的品質呈現給顧客。他從在奧蘭多地區開過數家餐廳的父親那，學得做為一位跑單員該有的技巧。2011年，黃頤銘登上Chow.com年度美食界具影響力人物的Chow 13榜。

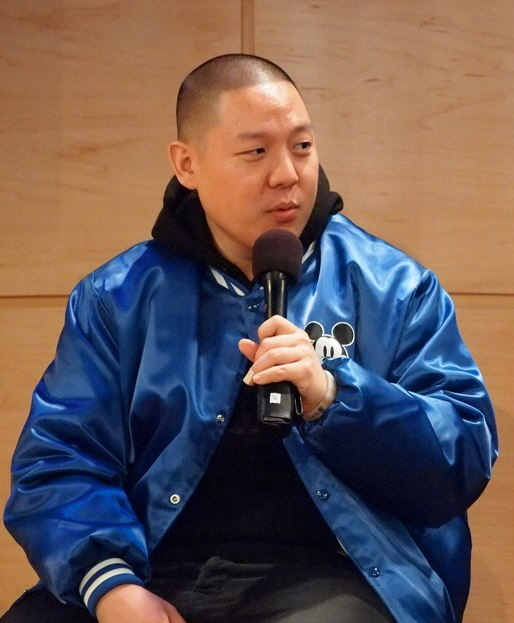
黃頤銘於紐約市，攝於2013年1月13日。

#### 餐廳
2009年12月，黃頤銘在曼哈頓下城的下東城成立一間台式割包餐廳BaoHaus。2011年7月，他將他的第一家店遷至東村14街238號，並且擴展菜單內容。另一家餐廳「宵夜」（Xiao Ye）卻沒有辦法複製BaoHaus的成功，並在販售Four Loko的爭議下關門大吉。

### 作家
黃頤銘創建了一個名為《初來乍到》（Fresh Off the Boat）的部落格，之後由藍燈書屋出版了一本同名回憶錄。《初來乍到：回憶錄》於2013年初出版，獲得《出版者周刊》及《紐約時報》的好評。

### 電視節目
黃頤銘曾在2011年底主持烹飪頻道的《廉價美食》節目，也上過幾集《獨家美食》。之後，他離開烹飪頻道，為《Vice》主持《初來乍到》節目，隨後更名為《黃的世界》。

#### 《》
2014年，美國廣播公司基於他的著作製作了一齣電視劇《菜鳥新移民》，由藍道爾·朴及吳恬敏主演，楊昇德飾演黃頤銘。2015年2月4日，這齣劇率先播出兩集預告，並於2月10日的黃金時段首映。
黃頤銘直言不諱地批評這齣劇的製作過程，寫下一篇冗長的文章，表示此節目閹割了原著的內容。黃頤銘表示他不會看這齣劇，因為他認為試播集之後的劇情並非忠於原著。

## 爭議

### TED夥伴
2012年，黃頤銘成為2013年TED夥伴計畫的一員。後來，根據夥伴協議，他因為沒有參加大會的任何一場活動，使其夥伴身分被廢除。他更將TED形容為「山達基夏令營」。

### 黑人婦女言論
2015年5月，黃頤銘在《馬赫脱口秀》發表有關黑人婦女的言論引發批評。他說：「在美國，我認為亞裔的男子氣概一直被過度弱化，基本上，我們被看作是黑人婦女一般。」隨後，他利用自己的Twitter帳號@MrEddieHuang與@BlackGirlDanger交流，並對自己的言論被看作是仇視黑人女性作辯解。

### 唱美國國歌笑場
2017年黃頤銘在美國麻州錄製<<黃的世界>>，應邀於美國業餘球隊Yarmouth–Dennis Red Sox主場唱美國國歌，由於在唱國歌時因為緊張頻頻笑場，導致唱完美國國歌後與現場主辦單位白人發生嚴重口角，被指責唱歌嬉笑不尊重美國國歌，黃頤銘極力澄清他不是專業歌手已努力演唱並無藐視之義，但還是當場被主辦單位以髒話怒罵趕出球場。

## 著作
- Huang, Eddie. Fresh Off the Boat: A Memoir. New York: Spiegel & Grau, 2013; ISBN 978-0-679-64488-0

## 外部連結
- Fresh Off The Boat （页面存档备份，存于）（黃頤銘的部落格）
- 黃頤銘在互联网电影资料库（IMDb）上的資料（英文）
- 黃頤銘的X（前Twitter）